# Krøsel
Krøsel, krøjsel og krøjseltang er glarmestrenes gamle symbol, som endnu findes i lavets bomærke, men som ikke længere genkendes af alle glarmestersvende.
Krøjsel, der også kaldes krydsel, kresel, kreu(t)zel eller krøseljern er et lille hammerformet stykke værktøj med et hak i siden, omtrent som i en nøgles kam, der bruges til at krøsle/krøjsle med, dvs. at afbrække små stykker af en glaskant, fx i irregulære ruder, eller stykker af mosaik. Krøjseltangen har en lignende funktion, men er nærmest en art fjederbelastet fladtang. Krøselen er ældre end diamanten, men den findes på de fleste diamantskærere eller hjulskærere.

## Ekstern Henvisning
- http://www.baskholm.dk/haandbog/haandbog.html Arkiveret 16. september 2008 hos  Wayback Machine Træsmedens Håndværktøj